# Colomby-sur-Thaon
Colomby-sur-Thaon é uma ex-comuna francesa na região administrativa da Normandia, no departamento de Calvados. Estendeu-se por uma área de 2,77 km². Em 2010 a comuna tinha 388 habitantes (densidade: 140,1 hab./km²).
Em 1 de janeiro de 2017 foi fundida com a comuna de Anguerny para a criação da nova comuna de Colomby-Anguerny.